# Alosa d'ungles curtes
L'alosa d'ungles curtes (Certhilauda chuana) és una espècie d'ocell de la família dels alàudids (Alaudidae).

## Hàbitat i distribució
Habita garrigues d'Àfrica meridional, al sud-est de Botswana i nord-est de Sud-àfrica.